# Killian Scott
Killian Scott, pseudonimo di Cillian Damien Murphy (Kilmallock, 10 luglio 1985), è un attore irlandese.

## Biografia
Ultimo di sei figli, è cresciuto a Sandymount, Dublino, e ha frequentato il St Michael's College in Ailesbury Road a Dublino 4. Tra i suoi fratelli figurano l'ex politico Eoghan Murphy e il drammaturgo Colin Murphy. Il suo interesse per la recitazione è nato dall'interpretazione di suo fratello Eoghan in una produzione scolastica di Amleto. Ha studiato inglese e filosofia all'University College Dublin prima di trasferirsi a Londra per studiare al Drama Centre.
Dopo aver esordito a teatro, cambiò il suo nome in Killian Scott per evitare confusione con l'attore Cillian Murphy. Raggiunse la fama in Irlanda per il ruolo di Tommy nella serie Love/Hate. Negli anni successivi, recita in film come '71, Calvario e Black Ice.
Dopo la conclusione di Love/Hate, ha avuto il suo primo ruolo cinematografico da protagonista nel thriller irlandese Traders nel 2015. Nel 2016 entra a far parte del cast della quarta stagione di Ripper Street. Lo stesso anno appare nel film Codice criminale.
Nel 2017, appare nella serie Strike nel ruolo di Eric Wardle. Nello stesso anno, è stato scelto come protagonista di Damnation, in sostituzione di Aden Young, che aveva abbandonato la serie per divergenze creative. Nel 2018 prende parte al film L'uomo sul treno - The Commuter con Liam Neeson.
Nel 2019, recita al fianco di Sarah Greene nella serie Dublin Murders, basata sulla serie di libri Dublin Murder Squad di Tana French.
Nel 2021, è stato scelto per la serie Disney+ Secret Invasion, del Marvel Cinematic Universe.

## Filmografia parziale

### Cinema
- Black Ice, regia di Johnny Gogan (2013)
- Calvario (Calvary), regia di John Michael McDonagh (2014)
- '71, regia di Yann Demange (2014)
- Codice criminale (Trespass Against Us), regia di Adam Smith (2016)
- L'uomo sul treno - The Commuter (The Commuter), regia di Jaume Collet-Serra (2018)

### Televisione
- Love/Hate – serie TV, 27 episodi (2010-2014)
- Jack Taylor – serie TV, 6 episodi (2010)
- L'amore e la vita - Call the Midwife (Call the Midwife) – serie TV, un episodio (2014)
- Ripper Street – serie TV, 10 episodi (2016)
- Strike – serie TV, 5 episodi (2017-2018)
- Damnation – serie TV, 10 episodi (2017-2018)
- Dublin Murders – serie TV, 8 episodi (2019)
- Secret Invasion – serie TV, 6 episodi (2023)
- Kaos – serie TV, 8 episodi (2024)

## Doppiatori italiani
Nelle versioni in italiano delle opere in cui ha recitato, Killian Scott è stato doppiato da:
- Alessandro Rigotti in L'uomo sul treno - The Commuter
- Daniele Raffaeli in Strike
- Dodo Versino in Kaos
- Raffaele Carpentieri in Secret Invasion
- Federico Zanandrea in '71
- Davide Perino in Jack Taylor
- Emiliano Coltorti in Damnation
- Edoardo Stoppacciaro in Calvario
- Flavio Aquilone in Codice criminale